# Buñuel en el laberinto de las tortugas
Buñuel en el laberinto de las tortugas és una pel·lícula d'animació biogràfica de l'any 2018, dirigida per Salvador Simó i amb el guió d'Eligio R. Montero i el mateix Simó, basat en la novel·la gràfica Buñuel en el laberinto de las tortugas de Fermín Solís. Versa sobre el director de cinema Luis Buñuel i la realització de la pel·lícula de 1933 Las Hurdes, tierra sin pan.
El film guanyà el Premi a la millor pel·lícula d'animació en el Premis de Cinema Europeu 2019, i el Goya a la millor pel·lícula d'animació.

## Argument
La polèmica entorn del seu primer llargmetratge, L'Âge d'or, deixa el director Luis Buñuel incapaç de trobar feina. Un antropòleg anomenat Maurice Legendre lliura a Buñuel un estudi etnogràfic de la regió de Las Hurdes i li proposa fer un documental de l'indret. L'amic de Buñuel, l'escultor Ramón Acín, compra una butlleta de loteria i promet invertir els guanys per a finançar la pel·lícula. Quan Acín guanya el premi manté la seva promesa. Així, doncs, Buñuel reuneix un equip de rodatge al poble de La Alberca.
Des de La Alberca, Buñuel mena l'equip a un monestir que fa les funcions d'alberg. Des del monestir, l'equip explora els pobles propers. Els carrers sinuosos entre les cases fan que cada poble s'assembli a un laberint i Acín observa que les teulades costerudes s'assemblen a les escates d'una tortuga. L'equip s'esglaia per les condicions d'extrema pobresa de la població. Quan filmen una escola, s'assabenten que els habitants ingressen la major part dels seus diners amb pagaments governamentals per acollir infants orfes. Buñuel veu una nena malalta al carrer i se sent indefens de no disposar del medicament que podria curar-la.
Tot i que la pel·lícula és un documental, Buñuel escenifica algunes escenes amb efecte dramàtic. A La Alberca, Buñuel fa que Acín contracti un pagès per a representar el costum local de decapitar un gall. Més endavant, Buñuel vol filmar la imatge d'una cabra de muntanya relliscant i caient per un cingle, però dispara una cabra morta en lloc d'esperar que passi un accident. Buñuel també disposa un ruc per a morir a causa de les picades d'abella i devorat per gossos i voltors com a símbol del patiment de la població local.
Durant tot el rodatge, Buñuel es veu torbat per malsons de la seva problemàtica infantesa. Un malson sobre la seva pròpia mare i la Mare de Déu l'obliga a vestir-se amb l'hàbit de monja. Quan finalment la nena malalta mor, Buñuel té un malson on se li apareix un amic de la regió com la Mort. El malson l'inspira perquè els vilatans escenifiquin per a la pel·lícula un funeral per a un infant.
El 1933, Buñuel torna a París per a editar Las Hurdes, tierra sin pan. Buñuel és capaç d'estrenar la pel·lícula a l'Estat espanyol el 1937, però sense el nom d'Acín. Buñuel va poder restaurar el nom d'Acín als crèdits molts anys després. Els crèdits del final de la pel·lícula expliquen que durant el cop d'estat de 1936, Ramón Acín i la seva esposa van ser assassinats a causa de la seva militància anarquista.

## Estrena
L'estrena mundial es va celebrar al Festival d'Animació Is Film, a Los Angeles, el 20 d'octubre de 2018. Es va estrenar als cinemes catalans el 26 d'abril de 2019.